# Lycinka Hansen
Lycinka Hansen (døbt Lessinka Hansine Svendsen, født 13. januar 1860, København, død 25. september 1920, København) var en dansk bogbinder, syerske, fagforeningsleder, agitator og sangskriver, som spillede en central rolle i organiseringen af kvindelige arbejdere i slutningen af 1800-tallet og begyndelsen af 1900-tallet.
Hendes indsats med faglig organisering startede, da hun som bogbinderiarbejder forsøgte at få kvinderne i faget optaget i Bogbindersvendenes Fagforening af 1873. Det skete med støtte fra hendes mand Andreas Hansen, der var formand for foreningen. Da dette mislykkedes, var hun i 1896 med til at stifte  De Kvindelige Bogbinderarbejderes Fagforening, hvor hun blev valgt som formand. Hun arbejdede for, at kvinderne skulle have deres egen organisation. Hun var derfor også imod, at kvindernes fagforening i 1898 blev forenet med mændenes. Alligevel forblev hun aktiv i forbundet og deltog i det faglige arbejde i flere år.
Fra 1900 skiftede hun branche og blev syerske. Hun blev hurtigt en fremtrædende skikkelse, bl.a. som formand for Damekonfektionssyerskernes Fagforening og senere Syernes Forbund. Hun støttede et forbud mod børnearbejde og mod kvinders natarbejde i forbindelse med en revision af Fabrikloven i Folketinget i 1900. Her var hun uenig med Kvindeligt Arbejderforbund og Dansk Kvindesamfund.
Lycinka Hansen var også politisk aktiv og valgtes som suppleant til Socialdemokratiets hovedbestyrelse i 1903 og 1906. Hun deltog i kampen for kvinders valgret og talte ved flere møder i den politiske kvindebevægelse, herunder Politisk Kvindeforening. I 1905 var hun med til at stifte Forening til hjælp for ulykkelig stillede mødre, hvor hun sad i bestyrelsen.
Hendes evner som taleskriver, taler, sangskriver og debattør var bredt anerkendt i hendes samtid og umiddelbare eftertid. Hendes sange fandt vej til mange fagblade, til Bogbindernes festskrift og et par af dem blev trykt i den første udgave af Arbejdersangbogen efter hendes død. Hun var ofte ude og tale i fagforeninger udenfor sit fag, på arbejdspladserne og i festlige sammenhænge i arbejderbevægelsens foreninger. At hun skulle tale blev brugt i reklamer for arrangementerne i Social-Demokraten og i de lokale arbejderaviser.
Efter Andreas Hansens død emigrerede hun i 1908 til Chicago. Revyen, som var en norsk-danske avis i Chicago, omtalte hende som pioner for socialisme og faglig organisering, da den i september 1909 annoncerede hendes undervisningsrække for organisationen Scandinavian Socialists in Chicago i 1909, en forløber for Chicago-afdelingen af Scandinavian Socialist Federation i Socialist Party of America, stiftet i 1910. Hun var medlem af den danske partiafdeling af denne organisation, indtil hun vendte tilbage til Danmark i 1919. I USA var hun også aktiv i The Scandinavian Women's Socialist Society. Hun drev i en periode omkring 1915 et pensionat, hvor der blev serveret dansk mad, i området omkring North Avenue i Chicago.
Efter tilbagekomsten i 1919 holdt hun foredrag om arbejderbevægelsen i USA, i Socialdemokratiske partiforeninger og Socialistisk Ungdomsforening. Hun bidrog også til Arbejdernes Børneblad med en skildring af børneliv i Amerika.
I Danmark holdt hun desuden foredrag om afholdssagen i USA, og deltog i debatmøder om afholdenhed, hvor hun erklærede sig som modstander af alkoholforbud. Hun mente, at afholdenhed i stedet skulle ske i frisind, da hun i USA var blevet varm tilhænger af den amerikanske tanke om personlig frihed og samtidig havde gjort sig dårlige erfaringer med alkoholforbuddets forskellige konsekvenser. Hun og hendes mand var allerede i 1800-tallet medlemmer af afholdsforeninger. I 1895 blev Andreas og Lycinka Hansens 13-årige søn Verners dødsfald annonceret af afholdslogen Templar Ordenen.
Præcis hvor mange børn Lycinka Hansen fik er uklart, men hun fik mindst syv. Heraf døde mindst to allerede som børn, førnævnte Verner, og Elith som 4-årig i 1890. Lycinka Hansen var mor til atleten og litografen Rudy Hansen.
I 1920 døde Lycinka Hansen af rygmarvstæring i sin datters hjem efter længere tids indlæggelse på Bispebjerg Hospital. Rygmarvstæring er en gammel betegnelse for rygmarvsbetændelse som følge af infektion med syfilis.